# Janovice (Babice)
Janovice  (nebo také Janovičky) je zaniklá hrnčířská obec, která se rozkládá v okrese Praha-východ, kraj Středočeský, mezi Vojkovem a Babicemi, asi 300 m od silnice mezi Babicemi a Mukařovem. Janovice zanikly za třicetileté války, když byly obecně na Říčansku způsobeny velké škody. Později Janovice začaly zarůstat lesem a proto se místo nich postavila nová ves Babice, která existuje i nyní.

## Pozůstatky po Janovicích
Mezi nehmotné pozůstatky po této středověké a raně novověké obci patří název lesní části mezi Babicemi a Vojkovem. Za svého největšího rozkvětu se obec táhla od dnes již protržené Janovické přehrady až ke konci lesa směrem na Babice. Původní přehrada rybníka leží mezi silnicí mezi Mukařovem a Babicemi a koupalištěm Ž.O.S. Ve spodní části vesnice, v údolí Výmoly u babického lesa, můžeme pozorovat zhruba 4 areály usedlostí. Ve dvou případech bylo možné identifikovat relikty vícedílného domu. Dále můžeme v horní části zaniklé vsi blízko protržené přehrady vidět několik děr po hrnčířích, kteří v místních půdách hojně nacházeli jíl, jenž potřebovali k produkci výrobků. Dalším znakem zaniklé obce je i místní mlýnský kámen, který se nachází až na konci samotné obce, dnes u babických chatek.

## Krajina Janovic

### Koupaliště Ž.O.S. (Živnostensko-Obchodnického vzájemně dobročinnéhoSpolku)
Mezi zdejším druhým a třetím rybníkem po proudu Výmola bylo v roce 1940 koupaliště Ž.O.S. i s restaurací a malou ubytovnou pro zdejší pracovníky z Babic. Ovšem dlouho se místní obyvatelé z koupaliště radovat nemohli, protože již na jaře roku 1942 bylo zažádáno o uvedení koupaliště jako zaniklé, ale i přes to svému účelu sloužilo i další desetiletí. Nyní se v koupališti vyskytují sinice a proto není vhodné ke koupání.

### Pověry a pověsti
Na lokalitu kolem středočeské obce Mukařov se stahuje mnoho nevysvětlitelných pověstí od ukrytého, nikdy nenalezeného zvonu, přes záhadný, zatracený kalich posléze v Mukařově umučené kněžny Ležárky, která utíkala před vojáky přes lokalitu zvanou Pánova březina, až po záhadné volání o pomoc umírajících obyvatel Janovic. Lidová slovesnost údajně vypraví, že i koně jdoucí touto oblastí nenadále a bezdůvodně zrychlují a tak není divu, že podle některých občanů při vstupu do místního lesa, nebo sousední Pánovy březiny, padne na každého poněkud zvláštní, až děsivý neklid.

## Domy a obyvatelé
|           | 1870 | 1880 | 1890 | 1900 | 1910 | 1920 | 1930 | 1940 | 1950 | 1960 | 1970 | 1980 | 1990 | 2000 | 2010 |
| --------- | ---- | ---- | ---- | ---- | ---- | ---- | ---- | ---- | ---- | ---- | ---- | ---- | ---- | ---- | ---- |
| Obyvatelé | 0    | 0    | 0    | 0    | 0    | 0    | 0    | 20   | 0    | 0    | 0    | 0    | 0    | 0    | 0    |
| Domy      | 0    | 0    | 0    | 0    | 0    | 0    | 2    | 4    | 2    | 2    | 1    | 1    | 1    | 0    | 0    |

## Další fotografie

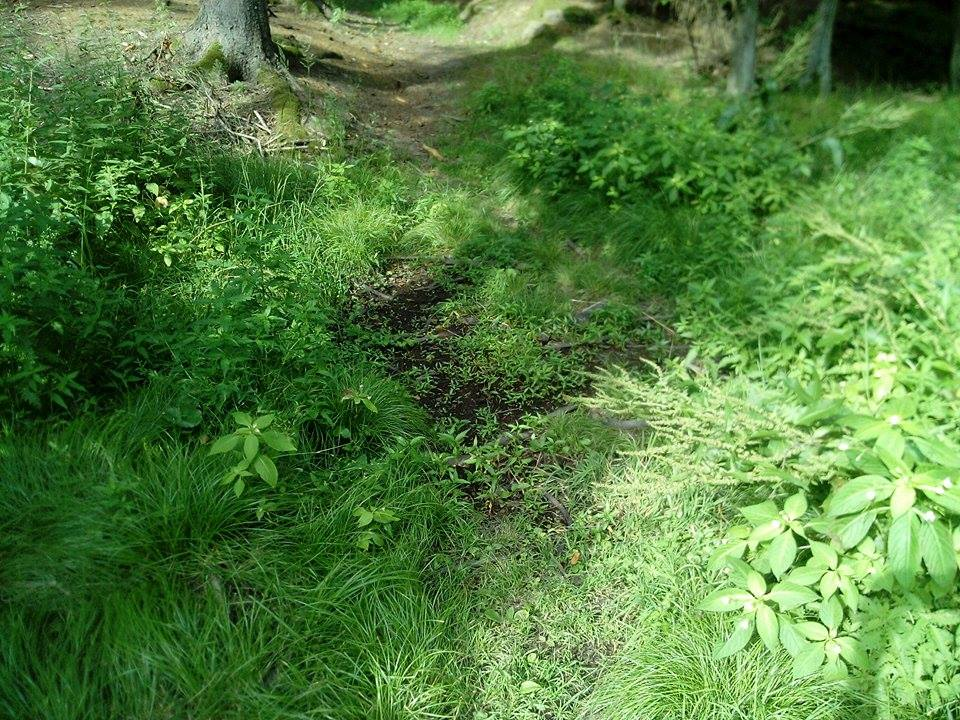
Cesta přes potok je po většinu roku rozbahněná
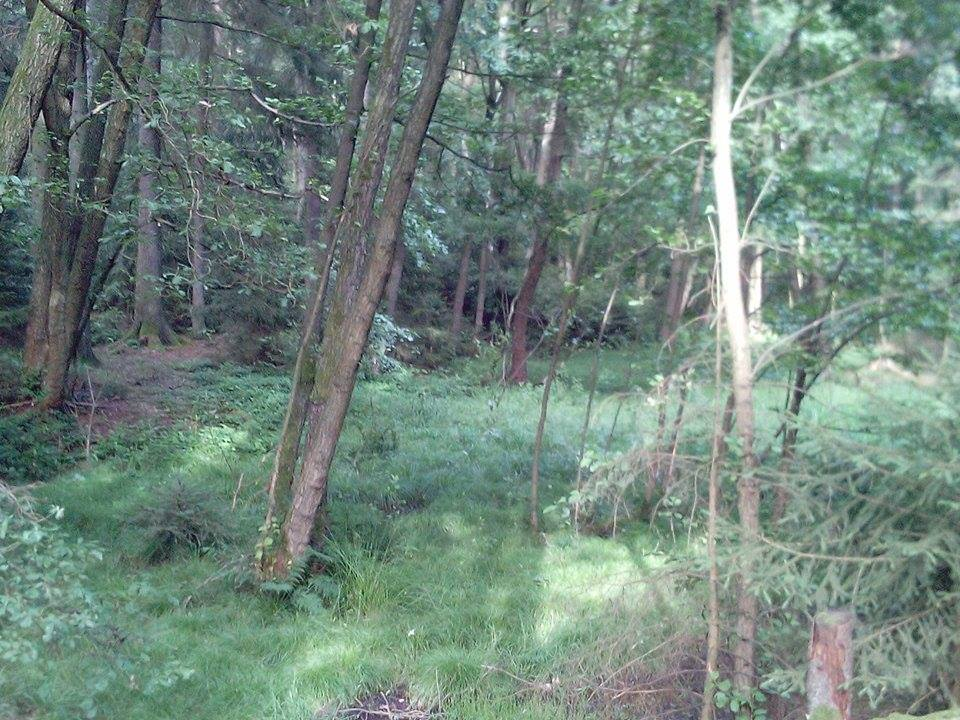
Vypuštěný rybník v Janovicích
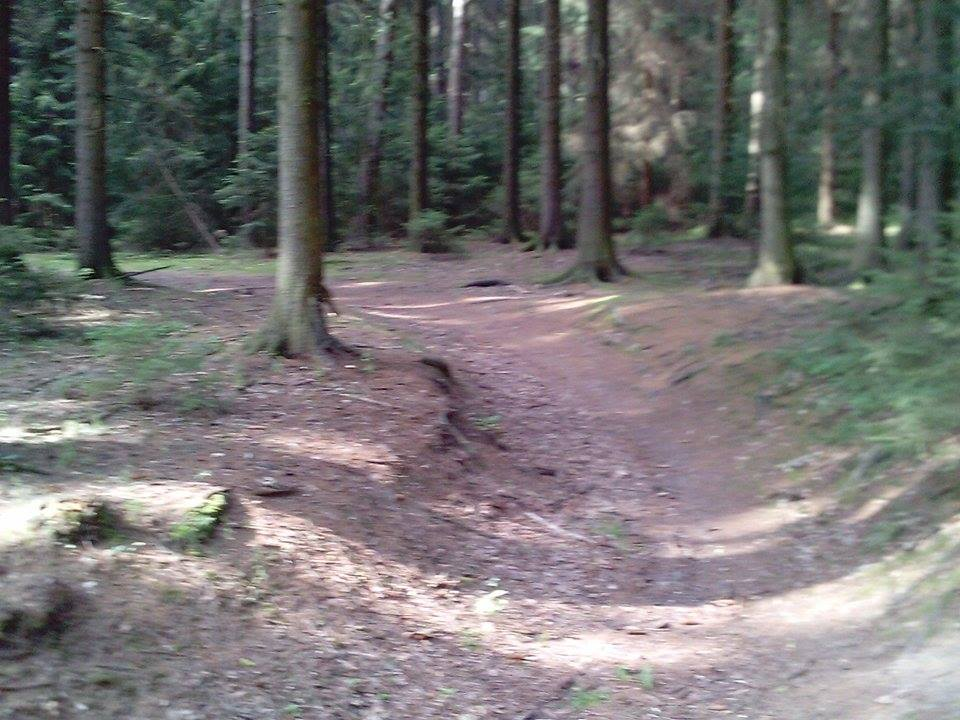
Cesta do Janovic
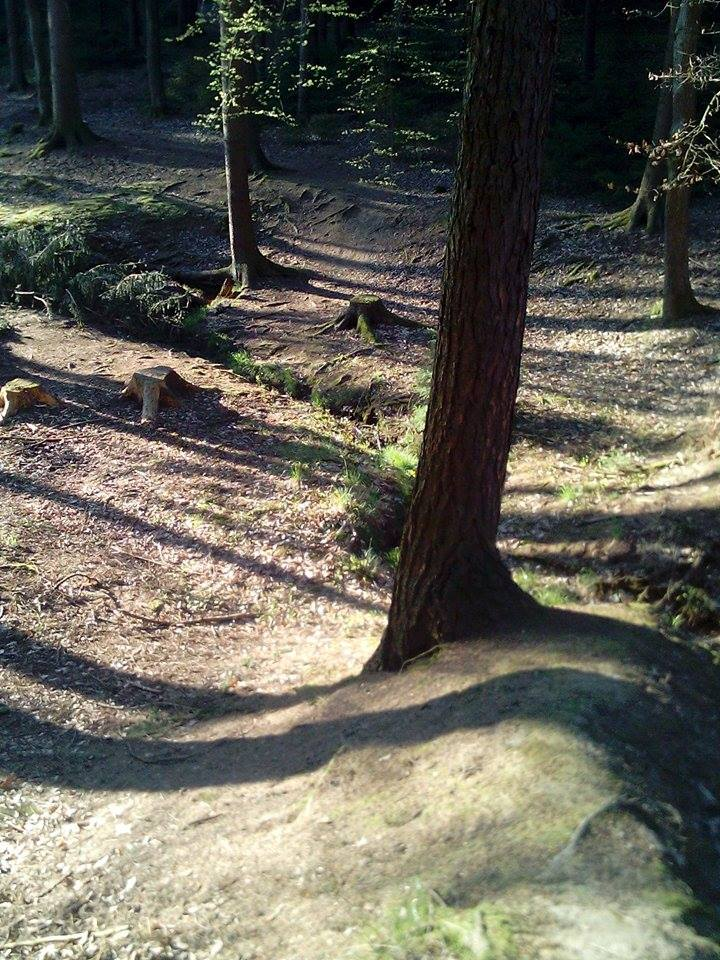
Pohled do centrální části Janovic
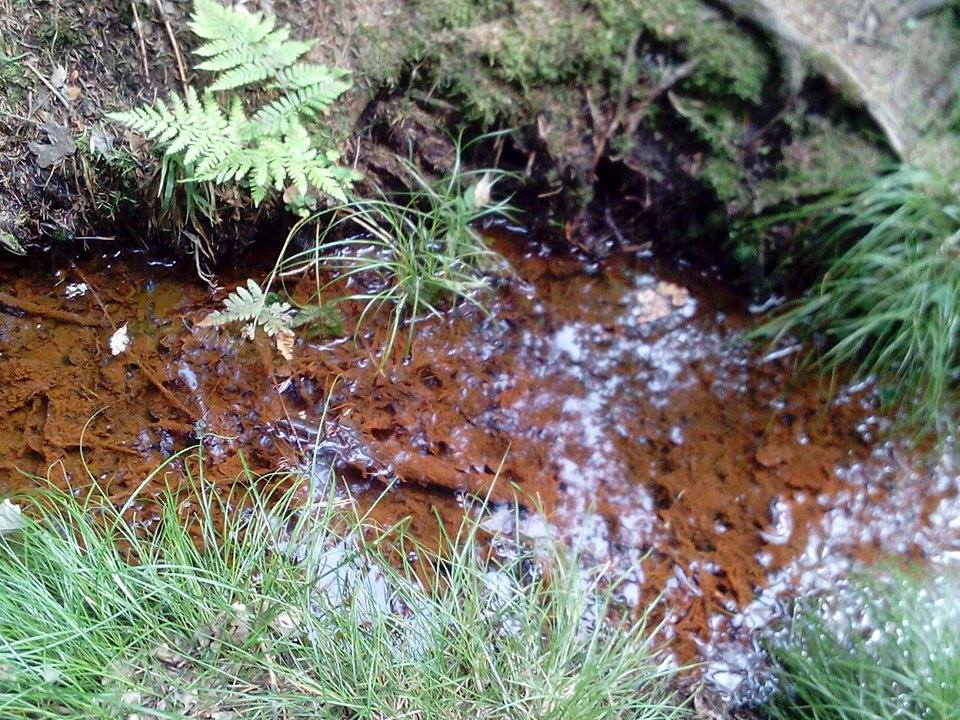
Potok vytékající ze hráze je místními obyvateli pro svou barvu nazýván „rajská omáčka“
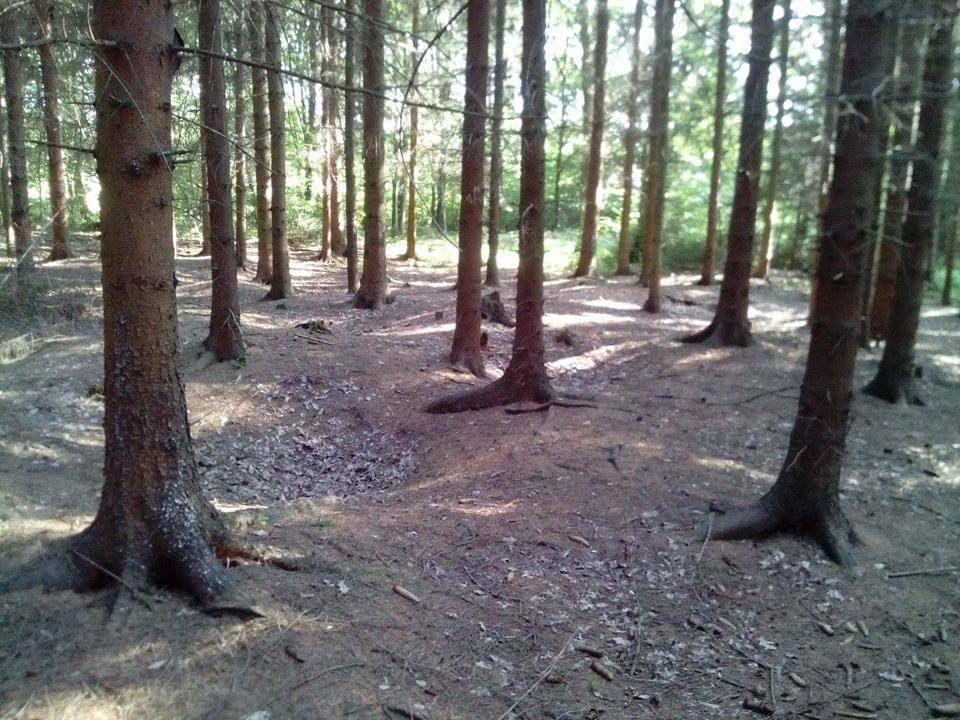
Pozůstatky po hrnčířích, kteří zde kopali jíl